# Upsilon Andromedae e
Upsilon Andromedae e es un planeta extrasolar situado a unos 44 años luz de la Tierra, en la constelación de Andrómeda.

## Descubrimiento
Fue descubierto por el equipo de científicos conformado por Salvador Curiel Ramírez, Jorge Cantó Illa, Leonid N. Georgiev, Carlos Chávez Pech y Arcadio Poveda Ricalde de la Universidad Nacional Autónoma de México (UNAM). Se descubrió por medio del método Algoritmo Genético Asexual (AGA).